# Boxe aux Jeux olympiques d'été de 2016 - Poids mouches femmes
Navigation
Londres 2012 Tokyo 2020
L'épreuve féminine de boxe des poids mouches (-51 kg) des Jeux olympiques de 2016 de Rio de Janeiro se déroule au Pavillon 6 du Riocentro du 12 au 20 août 2016.

## Format de la compétition
Tous les combats se composent de trois périodes de trois minutes où les boxeurs obtiennent des points pour chaque coup de poing porté à la tête ou sur le haut du corps de leur adversaire. Le boxeur avec le plus de points comptabilisés à la fin des périodes se qualifie. Si un boxeur se retrouve au sol et ne peut pas se relever avant que l'arbitre n'ait compté jusqu'à 10, le combat est terminé et l'adversaire est déclaré gagnant.

## Médaillés
| Or           | Argent           | Bronze                     |
| Nicola Adams | Sarah Ourahmoune | Ren Cancan Ingrit Valencia |

## Résultats
|  | Huitièmes de finale | Huitièmes de finale | Huitièmes de finale |  |  | Quarts de finale    | Quarts de finale    | Quarts de finale |   |                 | Demi-finales    | Demi-finales | Demi-finales |  |  | Finale | Finale | Finale |
|  |                     |                     |                     |  |  |                     |                     |                  |   |                 |                 |              |              |  |  |        |        |        |
|  |                     |                     |                     |  |  |                     |                     |                  |   |                 |                 |              |              |  |  |        |        |        |
|  |                     |                     |                     |  |  | Nicola Adams        | Nicola Adams        | 3                |   |                 |                 |              |              |  |  |        |        |        |
|  | Tetyana Kob         | Tetyana Kob         | 2                   |  |  | Tetyana Kob         | Tetyana Kob         | 0                |   |                 |                 |              |              |  |  |        |        |        |
|  | Stanimira Petrova   | Stanimira Petrova   | 1                   |  |  |                     |                     |                  |   | Nicola Adams    | Nicola Adams    | 3            |              |  |  |        |        |        |
|  | Yodgoroy Mirzaeva   | Yodgoroy Mirzaeva   | 0                   |  |  |                     | Ren Cancan          | Ren Cancan       | 0 |                 |                 |              |              |  |  |        |        |        |
|  | Mandy Bujold        | Mandy Bujold        | 3                   |  |  | Mandy Bujold        | Mandy Bujold        | 0                |   |                 |                 |              |              |  |  |        |        |        |
|  |                     |                     |                     |  |  | Ren Cancan          | Ren Cancan          | 3                |   |                 |                 |              |              |  |  |        |        |        |
|  |                     |                     |                     |  |  |                     |                     |                  |   |                 | Nicola Adams    | Nicola Adams | 3            |  |  |        |        |        |
|  |                     |                     |                     |  |  |                     | Sarah Ourahmoune    | Sarah Ourahmoune | 0 |                 |                 |              |              |  |  |        |        |        |
|  |                     |                     |                     |  |  | Peamwilai Laopeam   | Peamwilai Laopeam   | 0                |   |                 |                 |              |              |  |  |        |        |        |
|  | Ingrit Valencia     | Ingrit Valencia     | TKO                 |  |  | Ingrit Valencia     | Ingrit Valencia     | 3                |   |                 |                 |              |              |  |  |        |        |        |
|  | Judith Mbougnade    | Judith Mbougnade    |                     |  |  |                     |                     |                  |   | Ingrit Valencia | Ingrit Valencia | 0            |              |  |  |        |        |        |
|  | Zohra Ez-Zahraoui   | Zohra Ez-Zahraoui   | 0                   |  |  |                     | Sarah Ourahmoune    | Sarah Ourahmoune | 2 |                 |                 |              |              |  |  |        |        |        |
|  | Sarah Ourahmoune    | Sarah Ourahmoune    | 3                   |  |  | Sarah Ourahmoune    | Sarah Ourahmoune    | 3                |   |                 |                 |              |              |  |  |        |        |        |
|  |                     |                     |                     |  |  | Zhaina Shekerbekova | Zhaina Shekerbekova | 0                |   |                 |                 |              |              |  |  |        |        |        |
|  |                     |                     |                     |  |  |                     |                     |                  |   |                 |                 |              |              |  |  |        |        |        |